# 1020-ті до н. е.

## Правителі
- фараон Єгипту Псусеннес I;
- царі Ассирії Ашшур-націр-апал I та Шульману-ашаред II;
- царі Вавилонії Набу-шуму-лібур та Сімбар-Шиху;
- ван Китаю Чен-ван.